# يورغ باتن
يورغ باتن (بالإنجليزية: Jörg Baten) (ولد في 24 يونيو 1965 في هامبورغ) هو مؤرخ اقتصادي ألماني

## حياته
حصل يورغ باتن على شهادة الدكتوراه من جامعة لودفيغس ماكسيميليانز في ميونيخ تحت إشراف جون كوملوس بأطروحة حول مستويات المعيشة البيولوجية في جنوب ألمانيا. وفي عام 2001 حصل على شهادة التاهيل لدرجة أستاذ (بروفيسور). متعاقد منذ عام 2001 مع جامعة توبينغن كرئيس لقسم التاريخ الاقتصادي. تمت دعوته في عام 2005 إلى جامعة ييل كأستاذ زائر في قسم العلوم السياسية. في عام 2006/2007 عمل كأستاذ زائر في جامعة بومبيو فابرا في برشلونة. يشغل منصب الأمين العام للجمعية الدولية للتاريخ الاقتصادي منذ عام 2006.